# Myxovirus

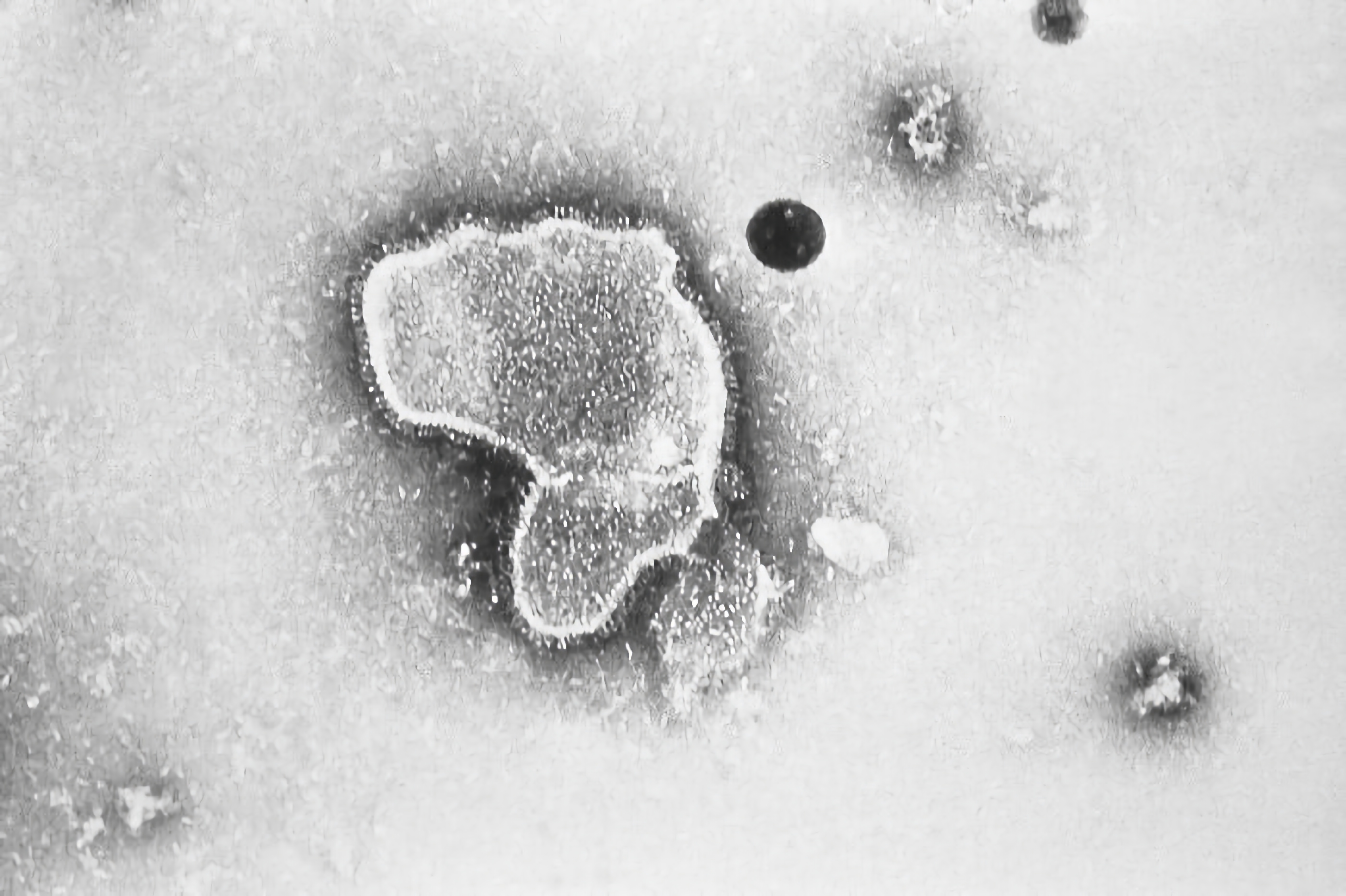
Virus respiratoire syncytial (paramyxovirus) par imagerie microscopique

Les Myxovirus désigne les virus des groupes orthomyxoviridae (souvent désignés comme « myxovirus ») et paramyxoviridae. Dans cette famille, la forme des virions est similaire et une propriété est commune : la capacité d'agglutiner les globules rouges. Ces virus sont transmis par voie aérienne.
L'infection touche généralement les enfants mais elle peut apparaître chez les jeunes adultes. Dans ce cas, elle est plus souvent associée à des complications.
Après infection, le virus se multiplie dans le tractus respiratoire avant d'atteindre les cibles glandulaires et nerveuses.
L'ARN des virions a un poids de 3 106 daltons et est composé de huit segments de polarité négative. La copie positive est messagère. Les particules de virus sont sphériques ou filamenteuses, de forme peu régulière, d'un diamètre d'environ 100 nanomètres (1 nm = 10-9 m), comprenant une partie centrale dense contenant de l'acide ribonucléique (RNA) associé à des protéines pour former des nucléocapsides filamenteuses, à symétrie hélicoïdale de six à neuf nanomètres de diamètre qu'entoure une enveloppe constituée de lipides et de protéines.